# Игляни
Игляни (словац. Ihľany, нем. Maierhofen, венг. Majorka) — деревня в восточной Словакии района Кежмарок Прешовского края.
Расположена у подножья горы Чьерна, наивысшей точке горного массива Левочске-Врхи.
Население на 31.12.2013 года — 1 473 человека.
Возникла в 1960 году в результате объединения дер. Майерка и Стотинце.

## История
Первое упоминание встречается в 1307 году. Тогда поселение называлось Майерка, позже до 1895 г. — Боркут. В 1895—1902 гг. вновь Майерка, венгры называли деревню Майорка, немецкое название Майерхоффен (Maierhöfen).

## Население
| Год:                | 1994 | 2004     | 2014     | 2024    |
| ------------------- | ---- | -------- | -------- | ------- |
| Количество человек: | 1154 | 1344     | 1498     | 1563    |
| Разница:            |      | +16,46 % | +11,45 % | +4,33 % |

### Статистические данные (2001)
Национальный состав:
- Словаки — 85,13 %
- Цыгане — 13,43 %
- Русины — 0,32 %
- Чехи — 0,16 %
- Поляки — 0,08 %

Конфессиональный состав:
- Католики — 79,54 %
- Греко-католики — 17,91 %
- Православные — 0,48 %
- Лютеране — 0,08 %

## Достопримечательности
- греко-католическая церковь конца XIII века, ранее — готическая, иконостас XX века
- римо-католический костëл св. Мартина
- протестантский костëл 1787 года